# Klaus (film)
Klaus – świąteczny, komediowy film animowany produkcji hiszpańskiej z 2019 roku. Został napisany i wyreżyserowany przez Sergio Pablosa (w jego debiucie reżyserskim), wyprodukowany przez jego firmę Sergio Pablos Animation Studios przy wsparciu Atresmedia Cine i finansowany oraz dystrybuowany przez Netflix jako ich pierwsza, oryginalna produkcja animowana. Napisany został we współpracy z Zachem Lewisem i Jimem Mahoneyem. W filmie głosów użyczyli Jason Schwartzman, J.K. Simmons, Rashida Jones, Will Sasso, Neda Margreth Labba, Sergio Pablos, Norm MacDonald i Joan Cusack. Przy filmie jako dyrektorzy artystyczni (ang. production designer) pracowali Polacy – Szymon Biernacki i Marcin Jakubowski.

## Fabuła
Fabuła filmu opowiada o alternatywnym pochodzeniu Świętego Mikołaja (odmiennym od historycznego ujęcia Świętego Mikołaja z Myry). Film rozgrywa się w fikcyjnej, XIX-wiecznej skandynawskiej scenerii. Główną postacią jest egoistyczny i pretensjonalny adept Królewskiej Akademii Pocztowej Jesper, którego zesłano do odległej, północnej placówki w miasteczku położonym za kołem podbiegunowym, które jest rozdarte odwiecznym konfliktem pomiędzy dwoma zwaśnionymi klanami. Ponadto nikt nie wysyła tam listów, co znacząco utrudnia wykonanie zadania Jesperowi (uzyskanie 6 tysięcy listów). Tajemniczy stolarz jest jego jedyną szansą.

## Technika
W filmie wykorzystano innowacyjną technikę oświetlania postaci, która umożliwia tworzenie efektów 3D bez tworzenia samych modeli 3D.
Klaus jest filmem animowanym w sposób tradycyjny (technika 2D). Poszczególne klatki animacji postaci są rysowanie ręcznie przez animatorów, w odróżnieniu od techniki 3D, gdzie postaci są modelami wygenerowanymi za pomocą programów komputerowych i poruszane w przestrzeni dzięki wirtualnym szkieletom.
W tradycyjnym podejściu do animacji 2D animowana postać jest obrysowana liniami, a jej kolory są jednolite, co daje efekt płaskiej ilustracji. Twórcy filmu opracowali  specjalny program, który odpowiada za światło i cień w animacji 2D, który imituje oświetlenie w technice 3D. Odpowiada za oświetlanie płasko narysowanych postaci poprzez wykorzystanie wielu animowanych przez artystów warstw symulujących wybrane aspekty światła takie jak „światło kluczowe”, „światło dopełniające”, „światło odbite”, „refleksy źródła światła”, „rozproszone światło podpowierzchniowe” (zabarwione na czerwono światło przechodzące przez tkanki ucha czy palców), itp. Zastosowanie takiego podejścia pozwoliło na stworzenie wrażenia przestrzenności animowanych postaci oraz dokładnego ich wpasowania w oświetlenie zastosowane w scenografii.
Technika ta została opracowana przez polskiego ilustratora i grafika Marcina Jakubowskiego. Zastosował on swoje rozwiązanie przy produkcji dwuipółminutowej próbki Klausa z 2015 roku. Przy produkcji pełnego metrażu narzędzie udoskonalono dzięki pomocy Anaël'a Seghezzi'ego z francuskiego studia Les Films Du Poisson Rouge. Klaus jest pierwszym filmem wykorzystującym tę technikę.

## Dystrybucja
Klaus był wyświetlany w wybranych kinach od 8 listopada 2019. Następnie, od 15 listopada 2019, udostępniła go cyfrowo platforma Netflix.
Jest to pierwszy, oryginalny film animowany, który pojawił się w serwisie Netflix. 20 grudnia 2019 Netflix ogłosił, że w pierwszym miesiącu od premiery film był oglądany przez blisko 30 milionów widzów.

## Odbiór
Na stronie internetowej Rotten Tomatoes film uzyskał ocenę 92% na podstawie 50 recenzji, przy średniej ocenie 7,6 / 10. Recenzenci oceniali film tak: „piękna, ręcznie rysowana animacja oraz humorystyczna, porywająca narracja sprawiają, że Klaus jest od razu kandydatem na świąteczny klasyk”. Metacritic przyznał filmowi średnią ważoną ocenę 63 na 100, opartą na 11 krytykach, co wskazuje na „ogólnie pozytywne recenzje”. Film pokonał Toy Story 4 dla najlepszego filmu animowanego 2019 na AnimationMagazine.net.

### Wyróżnienia i nagrody
| Nagroda                                                  | Data ceremonii    | Kategoria                                             | Odbiorcy                                                                             | Wynik      | Źr.           |
| -------------------------------------------------------- | ----------------- | ----------------------------------------------------- | ------------------------------------------------------------------------------------ | ---------- | ------------- |
| Nagroda Akademii Filmowej (Oscary)                       | 9 lutego 2020     | Najlepszy pełnometrażowy film animowany               |                                                                                      | nominacja  | [ 15 ]        |
| Nagrody BAFTA                                            | 2 lutego 2020     | Best Animated Film                                    | Klaus - Sergio Pablos, Jinko Gotoh                                                   | nagroda    | [ 16 ]        |
| Visual Effects Society                                   | 29 stycznia 2020  | Outstanding Visual Effects in an Animated Feature     |                                                                                      | nominacja  | [ 17 ]        |
| Visual Effects Society                                   | 29 stycznia 2020  | Outstanding Animated Character in an Animated Feature |                                                                                      | nominacja  | [ 17 ]        |
| Sojusz dziennikarzy filmowych kobiet                     | 10 stycznia 2020  | Best Animated Feature                                 | Klaus                                                                                | nominacja  | [ 18 ]        |
| Nagrody Annie                                            | 20 stycznia 2020  | Best Animated Feature                                 | Klaus                                                                                | nagroda    | [ 19 ] [ 20 ] |
| Nagrody Annie                                            | 20 stycznia 2020  | Best Character Animation in a Feature Film            | Sergio Martins (opiekun animacji) dla „Alva”                                         | nagroda    | [ 19 ] [ 20 ] |
| Nagrody Annie                                            | 20 stycznia 2020  | Best Character Design in a Feature Film               | Torsten Schrank                                                                      | nagroda    | [ 19 ] [ 20 ] |
| Nagrody Annie                                            | 20 stycznia 2020  | Best Directing in a Feature Film                      | Sergio Pablos                                                                        | nagroda    | [ 19 ] [ 20 ] |
| Nagrody Annie                                            | 20 stycznia 2020  | Best Production Design in a Feature Film              | Szymon Biernacki, Marcin Jakubowski                                                  | nagroda    | [ 19 ] [ 20 ] |
| Nagrody Annie                                            | 20 stycznia 2020  | Best Storyboarding in a Feature Film                  | Sergio Pablos                                                                        | nagroda    | [ 19 ] [ 20 ] |
| Nagrody Annie                                            | 20 stycznia 2020  | Best Editorial in a Feature Film                      | Pablo García Revert                                                                  | nagroda    | [ 19 ] [ 20 ] |
| Nagrody Towarzystwa Krytyków Filmowych w Detroit         | 9 grudnia 2019    | Best Animated Feature                                 | Klaus                                                                                | nominowany | [ 21 ]        |
| Nagrody Goya                                             | 25 stycznia 2020  | Best Animated Feature                                 | Klaus                                                                                |            |               |
| Nagrody Goya                                             | 25 stycznia 2020  | Best Original Song                                    | „Niewidoczny” Jussi Ilmari Karvinen, Caroline Pennell, Justin Tranter (kompozytorzy) |            |               |
| Nagrody Hollywood Music in Media                         | 20 listopada 2019 | Best Original Song in an Animated Film                | „Niewidoczny” Jussi Ilmari Karvinen, Caroline Pennell, Justin Tranter (kompozytorzy) | nominowany | [ 22 ]        |
| Nagrody Music City Film Critics Association              | 2020              | Best Animated Feature                                 | Klaus                                                                                |            | [ 23 ]        |
| Nagrody St. Louis Film Critics Association               | 15 grudnia 2019   | Best Animated Feature                                 | Klaus (ex aequo z Frozen II)                                                         | 2. miejsce |               |
| Nagrody Stowarzyszenia Krytyków Filmowych w Waszyngtonie | 8 grudnia 2019    | Best Animated Feature                                 | Klaus                                                                                |            |               |